# Racomitrium strictifolium
Racomitrium strictifolium là một loài Rêu trong họ Grimmiaceae. Loài này được (Mitt.) A. Jaeger mô tả khoa học đầu tiên năm 1874.